# Ani Aprahamian
Ani Aprahamian (Líbano, 15 de agosto de 1958) es una física nuclear armenio-estadounidense nacida en Líbano. Se desempeña como profesora en la Universidad de Notre Dame desde 1989. Ha sido directora del Laboratorio Nacional de Ciencias Alikhanyan (Instituto de Física de Ereván) en Armenia desde abril de 2018, siendo la primera mujer en ocupar el cargo.

## Biografía

### Primeros años
Nació el 15 de agosto de 1958  en Líbano de padres armenios. Todos sus abuelos fueron sobrevivientes del genocidio armenio, mientras que sus padres nacieron en campos de refugiados en Beirut. Su familia se mudó a Estados Unidos cuando ella tenía 11 años y se establecieron en Massachusetts. Su padre trabajaba como sastre, mientras que su madre era costurera. Ella habla armenio.
Obtuvo su licenciatura en la Universidad Clark en 1980 y su doctorado en química nuclear en 1986. Fue becaria postdoctoral en el Laboratorio Nacional Lawrence Livermore.

### Carrera
Se unió al Departamento de Física y al Laboratorio de Ciencias Nucleares de la Universidad de Notre Dame en 1989. Fue la única física nuclear en Notre Dame durante 27 años. Fue directora del Laboratorio de Ciencias Nucleares de Notre Dame de 2001 a 2006 y presidenta del Departamento de Física de Notre Dame de 2003 a 2006. Hasta 2014, había asesorado a unos 10 becarios postdoctorales y 17 estudiantes de posgrado.
En el laboratorio, dirigió la investigación de su equipo de 20 físicos sobre la superposición entre la física nuclear y la astrofísica utilizando dos aceleradores de partículas. Su investigación se centra en la "evolución de la estructura nuclear y el impacto de diversos efectos estructurales en los procesos astrofísicos estelares y explosivos"  y los "orígenes de los elementos pesados en el universo y la estructura de núcleos ricos en neutrones lejos de la estabilidad".
Es miembro de la Sociedad Estadounidense de Física (APS) desde 1999 y de la Asociación Estadounidense para el Avance de la Ciencia (AAAS) desde 2008.  Entre 2006 y 2008 fue directora del programa de física nuclear y astrofísica nuclear y de partículas en la Fundación Nacional de Ciencias en Washington. En 2014 se desempeñó como miembro del Comité Asesor de Ciencias Nucleares del Departamento de Energía de Estados Unidos.
Entre  2016 y 2017, se desempeñó como copresidenta del rstudio de instalaciones del colisionador de iones de electrones de Estados Unidos. Fue miembro del comité ejecutivo del Instituto Conjunto de Astrofísica Nuclear, de la División de Química y Tecnología Nuclear de la Sociedad Estadounidense de Química. También se ha desempeñado como presidenta del consejo científico de GANIL, el centro nacional francés de investigación en física nuclear. Formó parte del consejo asesor de Physics Today, la revista del Instituto Estadounidense de Física.
Ha expresado tener "profundos sentimientos por Armenia". Fue elegida miembro extranjera de la Academia Nacional de Ciencias de Armenia en 2008. En noviembre de 2017 se reunió con el presidente armenio Serzh Sargsián. Fue nombrada directora del Laboratorio Nacional de Ciencias Alikhanyan (Instituto de Física de Ereván, YerPhI) en abril de 2018. Se convirtió en la primera mujer y la primera armenia de la diáspora en ocupar el cargo. En septiembre de 2018 declaró que se pondría en funcionamiento un ciclotrón para uso médico. Se puso en funcionamiento en julio de 2019 y se utiliza principalmente para exploraciones por tomografía por emisión de positrones (PET) en la detección del cáncer. Ella declaró: "Esto es un punto de inflexión para Armenia". En una entrevista de 2019, afirmó que Armenia necesita una "reorganización importante" en la ciencia y que los "mayores desafíos del país son la creación de oportunidades y recompensas que permitan a los jóvenes científicos permanecer en Armenia y prosperar aquí en lugar de viajar al extranjero".
En abril de 2020, junto a su equipo en el Laboratorio Alikhanyan desarrollaron un generador de ozono que puede esterilizar áreas de hasta 140 metros cúbicos cada hora para ayudar a combatir el COVID-19.

## Publicaciones seleccionadas
Sus artículos más citados según Google Scholar son:
- Schatz, Hendrick, Ani Aprahamian, Joachim Görres, Michael Wiescher, Thomas Rauscher, JF Rembges, FK. Thielemann et al. " Nucleosíntesis del proceso rp en condiciones extremas de temperatura y densidad ". Informes de Física 294, no. 4 (1998): 167–263.
- Schatz, Hendrik, A. Aprahamian, V. Barnard, L. Bildsten, A. Cumming, M. Ouellette, T. Rauscher, FK. Thielemann y M. Wiescher. " Punto final del proceso rp en estrellas de neutrones en acreción ". Cartas de revisión física 86, no. 16 (2001): 3471.
- Mumpower, Matthew R., Rebecca Surman, GC McLaughlin y A. Aprahamian. " El impacto de las propiedades nucleares individuales en la nucleosíntesis del proceso r". Progreso en física nuclear y de partículas 86 (2016): 86-126.
- Hosmer, PT, H. Schatz, A. Aprahamian, O. Arndt, RRC Clement, A. Estrade, KL. Kratz et al. " Vida media del núcleo N 78 i del proceso r doblemente mágico". Cartas de revisión física 94, no. 11 (2005): 112501.